# Борил
Борил или Борило је био бугарски цар (1207 - 1218) из династије Асена .
Био је сестрић бугарског цара Калојана (Калојована).

## Долазак на престо
У јесен 8 октобра 1207. године, Калојан је погинуо при опсади Солуна, убијен од руке једног свог војводе   (бојара ). С њим је застала и бугарска офанзива и полет обновљене бугарске државе.
После смрти Калојованове настадоше у Бугарској велики метежи. Малолетни Јован Асен, син Асена I, мораде да бежи из земље , а власт уграби  сестрић Калојанов , Борил  , владар лоших особина . Бојари су тада дограбили власт у своје руке.

## Борилови неуспеси

### Сукоби с Угарима
Услед одметања и непризнавања његове власти Борил је изгубио много од тековина свога ујака. Угари му одузеше   Београд  и Браничево и проширише своје границе све до данашње Ћуприје у Србији , тј. до Равног, покоривши целу моравску долину.

### Стрез
Пред Борилом су морали да беже из земље законити, али малолетни, наследници Калојанови и други сродници царске куће, његови противници .
Јадан такав Калојанов сродник Стрез  , врло угледан властелин и чак претендент на престо , добеже српском великом жупану Стефану Немањићу  . Он је, вероватно, подсетио Стефана на услуге, које је њему, у сличној прилици учинио Калојан. И поред протеста Борилових , Стефан га је примио , заузео за њега , побратио се с њим   и помогао га војнички да се дочепа тврдог Просека на Вардару и да се ту учврсти  . Из Просека Стрез је проширио своју власт све до Охрида и близу Солуна . Сам Стеван казује, да је отео и предао њему пола царства бугарскога  , оставивши га да влада у Просеку под његовом заштитом , где га је стално штитио и подржавао . Због овог, Стефан Борилу није био пријатељ .

### Неуспешни рат с Латинима
Борил није у први мах могао да спречава све те своје противнике , јер је био наставио борбе с Латинима и у њима претрпео тежак пораз    2. августа 1208.  у једној великој борби  код Филипопоља. Кад Латини, заузети у борби с Грцима и због својих међусобица, нису до краја искористили своје победе, Борил, добивши одушке, почиње разрачунавања с противницима, које је, с друге стране, његов пораз био охрабрио .
Разлог овог пораза био је то што је један део бојара тежио да с Латинима постигне споразум и истовремено се са свом свирепошћу оборио на богумиле .
У Трнову, 11. фебруара 1211, одржан је државни сабор против богумила, а у ствари против цареве опозиције .

## Измирење са Угарима и с Латинима
Борило је био у опасности да изгуби сву власт. У невољи, он се обрати папи . Папиним посредовањем дошло је до измирења између Борила и оба суседна католичка владара, са Угарима   и са латинским царем Хенриком   , који му чак постаде савезник и зет  , узевши његову братучеду , а Угари су спасли његову власт, пославши му помоћ да угуши једну велику побуну у видинској области .

## Рат с Србима

### Поход на Србију
Пошто је средио односе с католичким владарима и са Хенриком чак склопио и савез, одлучи се Борил да нападне српског великог жупана Стефана Немањића , кога је Борил отада сматрао за главног противника и против кога је радио на све стране . Бугарска опозиција, као и Стрез, налазила је код Стефана склоништа и можда потпоре . Заједно са Хенриком кренуо је Борил на Србе, по свој прилици 1214. год. У близини Ниша, једним ноћним препадом, Срби су савезнике помутили  , одбили  и нагнали на повлачење. Да се освете за тај пораз, и да постигну сигурнији успех, савезници почеше да се боље спремају.

### Стрезова смрт
Због обећања, изгледа на неку добит  и из страха за свој положај  Стрез је прешао на Борилову страну   и дигао се против Стефана , вољан да Борила и Хенрика и активно помаже . Стефан је послао просечком господару свог умног брата Саву, да га одврати од тог савеза, али Савино наговарање оста без успеха. Тад се пришло другим средствима  . Савини биографи причају, како је Бог, на Савину молбу, послао анђела љута који прободе Стреза  и Стрез је наскоро био уморан . После његове погибије напад савезника би на извесно време одложен . Стрезову област заузеше, међутим, делом Латини из Солуна   (сам Просек и његов крај ), а делом Грци из Епира, који овладаше Скопљем   и северном Македонијом  (северним делом Стрезовог подручја ).

## Пад с власти
Дана 11. јуна 1216. године цар Хенрик је умро  . Тад је Борил губи сваки ослонац и бива потиснут с власти кад се 1217. појавио законити наследник, избегли Јован Асен II, праћен руским четама . Јован Асен, можда уз помоћ богумила , диже устанак . Борило се држао једно време у Трнову, али га најпосле издаде народ и племство  и 1218. године  отвори градска врата младом цару. Борило је тада изгубио престо и очињи вид .